# رضا جباری (هواپیماربا)
رضا جباری(در برخی منابع رضا جابری) مهماندار شرکت هواپیمایی کیش بود که در سال ۱۳۷۴ در پرواز شماره ۷۰۷ این هواپیمایی دست به هواپیماربایی زد و آن را به اسرائیل برد. او در اسرائیل درخواست پناهندگی سیاسی کرد اما درخواست او پذیرفته نشد و در نهایت به جرم هواپیماربایی، دزدی هوایی، حمل غیرقانونی اسلحه گرم و ورود غیرقانونی به خاک اسرائیل محاکمه شد و به ۸ سال زندان محکوم گشت.
او در اسرائیل مدعی شد که ۱۰ سال در ارتش جمهوری اسلامی ایران خدمت کرده و درجه‌اش سرهنگی بوده‌است. به نوشته فردانیوز او قبلاً برای شرکت نفت گچساران کار می‌کرده‌است.
سایت فردانیوز در سال ۱۳۸۵ در خبری مدعی شد که او در مرز ایران و ترکیه توسط مأموران امنیتی ایران به خاطر جاسوسی برای اسرائیل دستگیر شده‌است.